# 佐野光彦
佐野 光彦（さの みつひこ、1955年 - ）は、日本の生態学者。東京大学名誉教授。日本水産学会論文賞受賞。

## 人物・経歴
静岡県生まれ。1977年東京水産大学水産学部増殖学科卒業。1982年東京大学大学院農学系研究科水産学専門課程博士課程修了。1983年日本学術振興会奨励研究員。1985年東京大学農学部助手。1997年東京大学大学院農学生命科学研究科助教授。2009年東京大学大学院農学生命科学研究科教授。2015年日本魚類学会編集顧問。2020年東京大学名誉教授。専門は海洋生態学、水産資源学で、日本水産学会論文賞を受賞した。

## 著作
- "Food habits of teleostean reef fishes in Okinawa Island, southern Japan" University of Tokyo Press 1984年
- 『死滅造礁サンゴの回復に伴う魚類群集の変化』東京大学 1993年
- 『死滅サンゴ礁からガラモ場への遷移に伴う魚類群集の変化』東京大学 1997年
- 『熱帯地方のアマモ場は魚類の生息場所としてどのような役割を果たしているか?』東京大学 2002年
- 『熱帯地方のアマモ場とマングローブ域は稚魚の成育場として重要か?』東京大学 2004年
- 『生物多様性概論 : 自然のしくみと社会のとりくみ』（宮下直, 瀧本岳, 鈴木牧と共著）朝倉書店 2017年